# Wjatscheslaw Nikolajewitsch Andrejuk
Wjatscheslaw Nikolajewitsch Andrejuk (russisch Вячеслав Алексеевич Андреюк; * 11. April 1945 in Moskau; † 23. Februar 2010) war ein sowjetischer Fußballspieler auf der Position eines Verteidigers.

## Lebenslauf
Andrejuk spielte zu Beginn seiner Laufbahn als Erwachsenenfußballer bei Torpedo Moskau, mit denen er 1965 sowjetischer Fußballmeister wurde, und anschließend für Uralmasch Swerdlowsk.
Ende 1966 kam er zu zwei Länderspieleinsätzen für die Fußballnationalmannschaft der UdSSR.